# Eduard Grieben

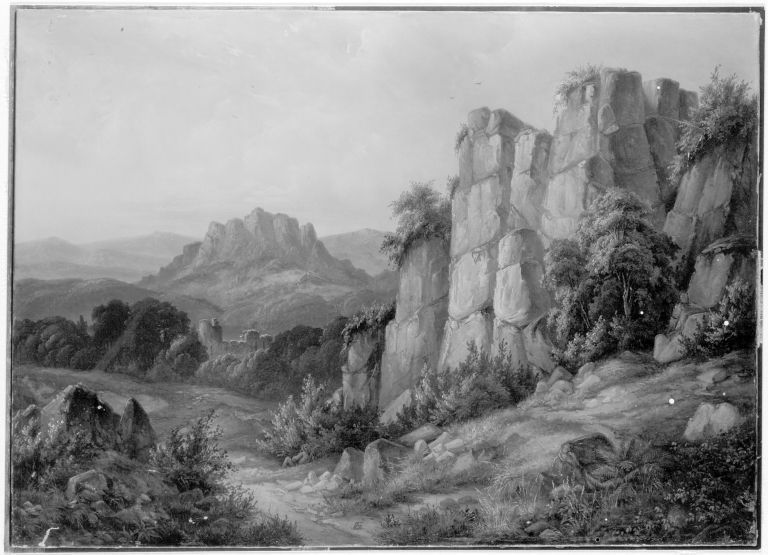
Eifellandschaft

Eduard Grieben (* 8. Januar 1813 in Berlin; † 10. Juni 1870 ebenda) war ein deutscher Landschaftsmaler und Radierer.

## Leben

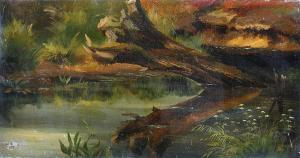
Motiv aus dem Spreewald (Abgestorbener Baumstamm, sich im Wasser spiegelnd)

Grieben war unter Ludwig Buchhorn Schüler der Akademischen Kupferstecherschule an der Preußischen Akademie der Künste in Berlin. Von 1834 bis 1836 besuchte Grieben die Landschafterklasse von Johann Wilhelm Schirmer an der Kunstakademie Düsseldorf. Zwischen 1826 und 1870 beschickte er die Ausstellungen der Berliner Akademie. Ab 1835 stellte er in Düsseldorf aus. Seine Motive fand er vor allem im Spreewald, in der Märkischen Schweiz, in der Eifel und in den Niederlanden.